# Masturbazione

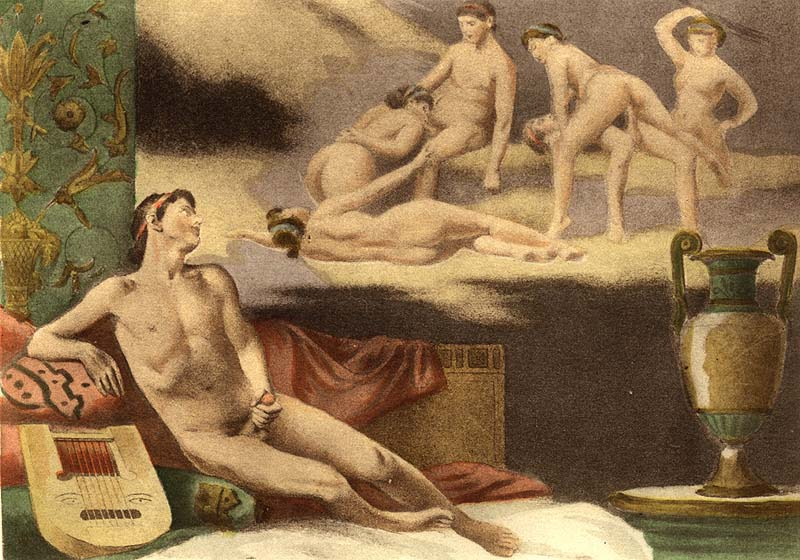
Una delle illustrazioni di De figuris Veneris di Édouard-Henri Avril. Ritrae un uomo che si masturba stimolando manualmente il proprio pene mentre pensa alle sue fantasie sessuali

La masturbazione, conosciuta anche come autoerotismo e con il termine medico non comune di cheiroerastia, è una pratica autoerotica consistente nella sollecitazione volontaria degli organi sessuali o, più raramente, di altre parti del corpo, per ottenere piacere sessuale.
In riferimento a questa pratica è usato impropriamente anche il termine onanismo.

## Storia

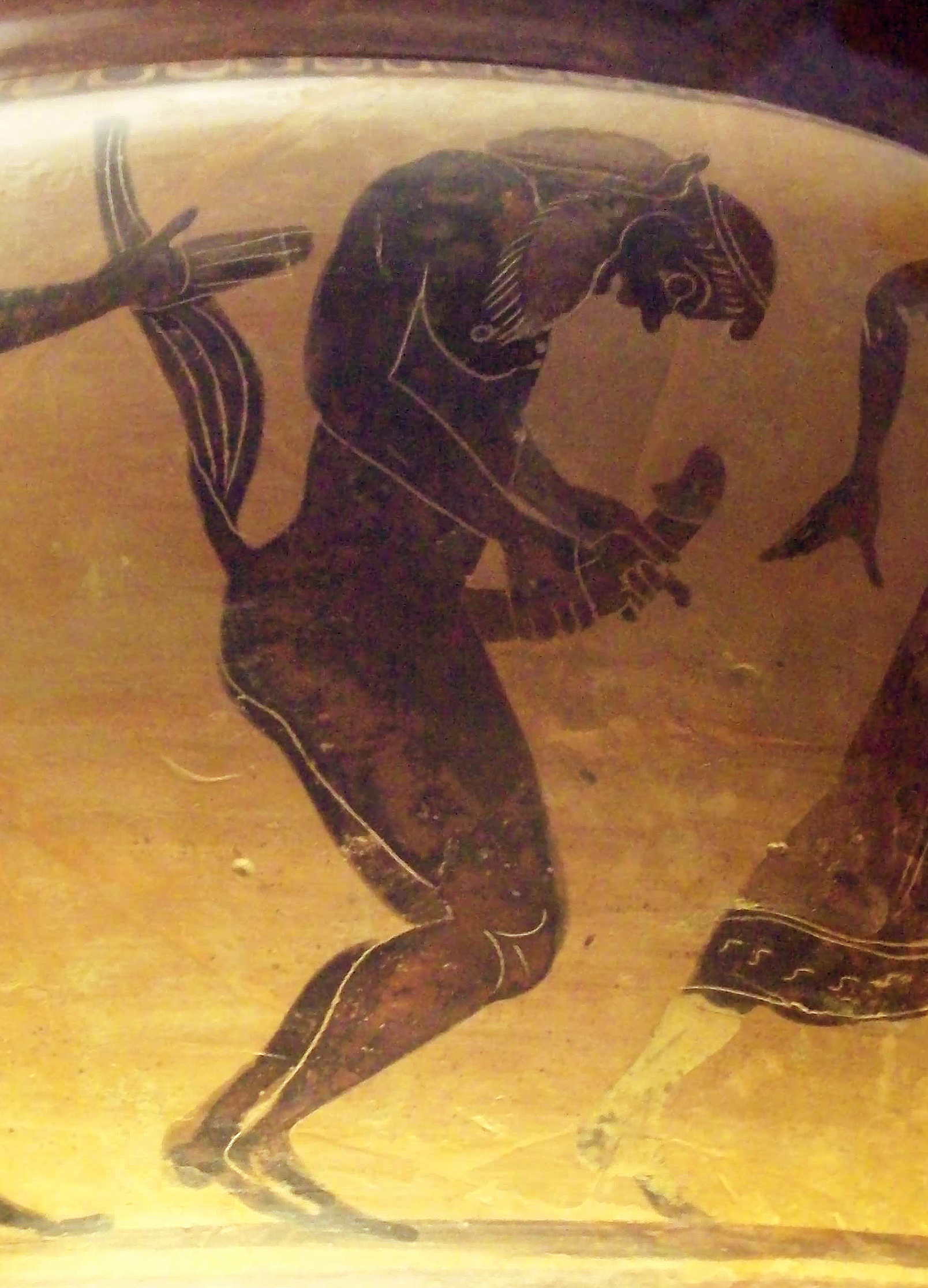
Satiro che si masturba (cratere greco del VI secolo a.C.)

La prima testimonianza della masturbazione sembra risalire a 28 000 anni fa: nel 2005 fu rinvenuto in Germania, nella caverna di Hohle Fels, un fallo di pietra levigata risalente a tale epoca, che è stato interpretato come un antichissimo dildo ante litteram.
Per gli antichi Egizi il dio Atum, masturbandosi, diede vita ai primi esseri viventi con il proprio sperma. Tra gli antichi Greci la masturbazione era considerata un atto naturale. Il filosofo Diogene il Cinico sembra praticasse la masturbazione in luoghi aperti e si narra che avrebbe detto: “Raggiungerei la pace perfetta se potessi soddisfare nello stesso modo con una frizione il mio stomaco quando si lamenta per la fame”. Galeno di Pergamo, invece, consigliava agli uomini di masturbarsi per regolare la produzione dei liquidi corporei e alle donne per curare i disturbi nervosi.
Una visione fortemente negativa della masturbazione fu diffusa dalla scienza medica fra l'inizio del Settecento e la fine dell'Ottocento. Secondo Thomas Laqueur, alla radice di questa posizione c'è la pubblicazione, nel 1712, dell'opuscolo Onania: ovvero l'odioso peccato dell'autopolluzione e tutte le spaventose conseguenze per entrambi i sessi, con consigli spirituali e materiali per coloro che si sono già rovinati con questa pratica abominevole e opportuni avvertimenti ai giovani della nazione di ambo i sessi.... L'opuscolo anonimo ebbe ampia diffusione, testimoniata dalle numerose ristampe eseguite per tutto il secolo successivo. Secondo Thomas Laqueur, il suo autore sarebbe stato il chirurgo John Marten, desideroso di promuovere la vendita di tinture e polveri curative di sua produzione.
La tesi di John Marten fu ripresa da molti altri autori, fra cui lo svizzero Samuel-Auguste Tissot (1728-1797) – uno dei più famosi medici europei del suo tempo. Il suo libro Onanisme (L'onanismo, ovvero dissertazioni sopra le malattie cagionate dalle polluzioni volontarie) fu pubblicato in latino nel 1758, in francese nel 1760 e negli anni successivi fu tradotto nelle principali lingue, fra cui l'italiano (nel 1780 Tissot era stato nominato anche professore di Medicina clinica all'Università di Pavia). Fra il 1760 e il 1905, l'edizione francese ebbe 63 ristampe. Il suo libello fu alla base di molte superstizioni pseudoscientifiche, perdurate fino a tempi recenti, che hanno collegato la masturbazione alla cecità e all'incurvamento della colonna vertebrale.

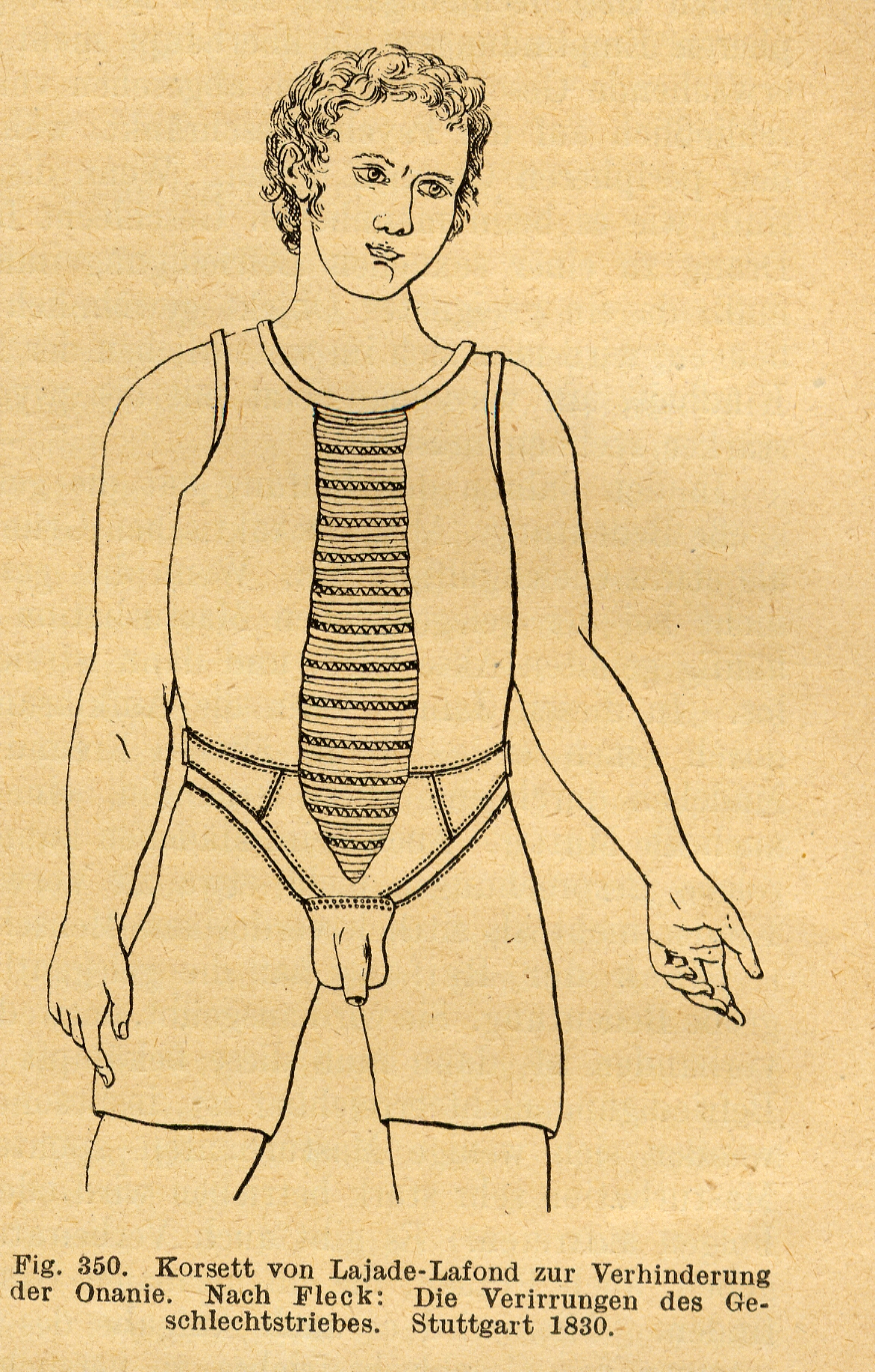
Un corsetto per impedire pratiche onaniste (disegno contenuto in un testo pubblicato a Stoccarda nel 1830)

Anche il filosofo tedesco Immanuel Kant condannò severamente la masturbazione nella sua Metafisica dei costumi (1797). Kant sostenne che l'amore del sesso è dato dalla natura per la conservazione della specie e che servirsi delle proprie "facoltà sessuali" senza riguardo per tale scopo costituisce una "profanazione dell'umanità". "L'idea stessa di questo vizio", scrive Kant, "suscita una tale ripugnanza che è persino considerato immorale chiamarlo con il proprio nome". Kant ammise che non era facile trovare la "prova razionale" che dimostrasse l'inammissibilità della masturbazione, e tuttavia ritiene che essa, quale uso di sé stessi come mero mezzo per il soddisfacimento di impulsi animali, implicasse la rinuncia "(quasi buttandola via) alla propria personalità". Jean-Jacques Rousseau tornò ripetutamente a occuparsi di masturbazione, per farne una feroce critica.
Per tutto l'Ottocento la condanna della masturbazione fu molto diffusa. Numerosi scienziati attribuirono alla masturbazione e alle polluzioni indotte ogni sorta di malattia: febbri, orrende pustole, cecità, e perfino l'epilessia e la tubercolosi spinale. «L'onanismo era divenuto malattia mortale da curare con ogni mezzo. E a elaborare sistemi di cura e di repressione si applicarono in molti, gareggiando – loro, gli addetti alla cura – in fantasiose perversioni, che risuonano di strane assonanze con le mortificazioni cui si sottoponevano i monaci medievali: mani legate dietro alla testata del letto o costrette in una specie di camicia di forza durante la notte; apparati genitali stretti in cinture di castità; canali dell'uretra cauterizzati e mantenuti in uno stato di costante infiammazione così da rendere dolorosissimo ogni toccamento; amputazioni della clitoride; applicazione agli uomini di congegni con allarme elettrico in caso di erezione; utilizzo di anelli provvisti di punte acuminate pronte a conficcarsi nel membro eretto».
Solo all'inizio del Novecento, con la nascita della sessuologia, questo atteggiamento negativo fu abbandonato. Uno dei primi studi che contestò le tesi di Tissot fu Studies in the Psychology of Sex, pubblicato nel 1897 da Havelock Ellis. La "normalità" della pratica masturbatoria nella sessualità umana fu molto propagandata negli anni quaranta e cinquanta dal famoso sessuologo Alfred Kinsey.

## Terminologia

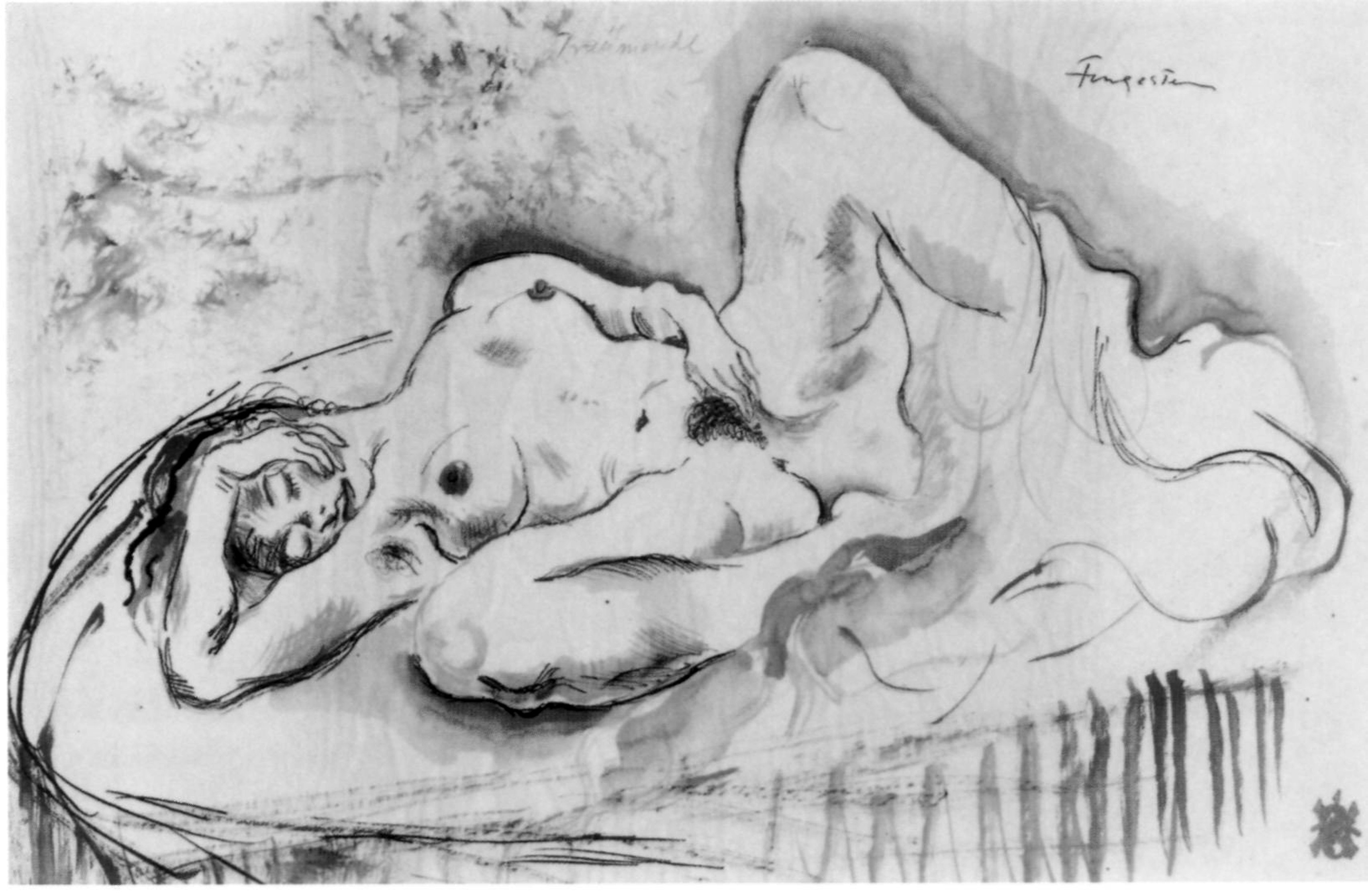
Michel Fingesten, Masturbazione femminile, incisione, 1923

Il termine "masturbazione" deriva probabilmente dal latino masturbari, ma la questione è controversa. Per alcuni deriva da manu stuprare, composto di manu (ablativo di manus, mano) e stuprare (disonorare, violare: forse da mettere in relazione con stupere, restare stordito, stupefatto).
Altri sostengono che "masturbare" derivi dall'espressione manu turbare (agitare con la mano). Ma se il dizionario Devoto-Oli, accoglie questa origine, la smentisce invece il Vocabolario Etimologico della Lingua Italiana di Ottorino Pianigiani. Un'altra origine possibile è il greco μεζεα (organi genitali) in unione con il latino turbare.
Il termine è comunemente usato per definire la stimolazione erotica degli organi sessuali, come il pene e i testicoli nell'uomo e la clitoride e la vulva nelle donne, e di altre aree sensibili del corpo come i capezzoli e l'ano, effettuata con le mani, con l'acqua o con oggetti, utilizzati anche solo per una semplice pressione. Tale stimolazione può essere effettuata su sé stessi o su un'altra persona (come nel petting).
Nel linguaggio colloquiale, il termine "masturbarsi" è spesso sostituito da espressioni figurative, per lo più non legate al sesso. Al maschile, la più comune è "farsi una sega", che ricorda il movimento dell'uso della sega per tagliare la legna. Altre espressioni sono "pugnetta" (che il dizionario Zingarelli accosta all'equivalente spagnolo puñeta, e che fa riferimento alla mano chiusa a pugno per compiere l'atto), "pipa" o, regionalmente, "pippa" (in alcuni dialetti indica anche il membro virile), "raspa" (termine usato per motivi analoghi a quelli di sega), "uno contro cinque" (masturbazione come metaforica lotta tra uno, il pene, e cinque, le dita della mano). Al femminile, i termini in uso sono meno numerosi: le parole più usate sono "ditalino" (o "ditale"), con riferimento al dito usualmente impiegato nella masturbazione (con la variante "ditalano" se si tratta di stimolazione anale) e "sgrillettamento", che denota in particolare la stimolazione clitoridea.
Nel linguaggio comune il termine "masturbazione intellettuale" (o "farsi le seghe mentali") è talvolta usato per indicare un'attività mentale considerata sterile, del tutto inutile e infeconda. Karl Marx vedeva la filosofia come una masturbazione intellettuale: "La filosofia e lo studio del mondo reale sono nello stesso rapporto come l'onanismo e l'amore sessuale."

## Anatomia e fisiologia

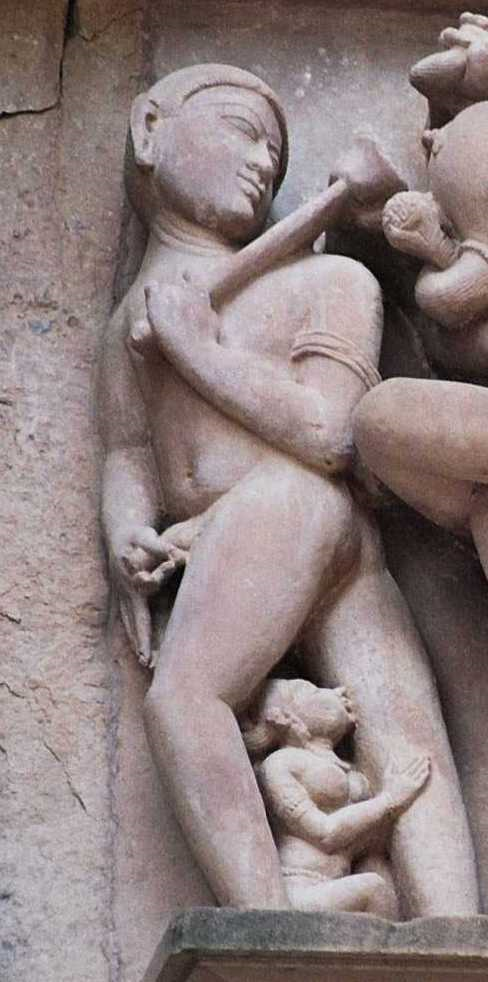
Scultura in un tempio di Khajuraho (X-XI secolo), India, raffigurante un atto di masturbazione

La masturbazione, intesa come autoerotismo, è una pratica che riguarda adolescenti e adulti, e secondo Bryan Strong, Christine DeVault e Barbara Werner Sayad talvolta anche bambini.
Sul piano fisico, dal punto di vista dell'anatomia, della fisiologia e dell'endocrinologia la masturbazione è collegata a mutate condizioni ormonali, alla maturazione dei genitali e alla curiosità per questo nuovo aspetto del proprio corpo tipica degli adolescenti. Tale curiosità in genere è influenzata, oltre che da fattori culturali, anche dalla diversa struttura degli organi genitali nel maschio e nella femmina: i genitali del maschio sono per lo più esterni e possono essere esplorati facilmente; gli organi genitali femminili sono per lo più interni e quindi la loro osservazione è meno immediata.
Per quanto riguarda le funzionalità dei rispettivi apparati genitali, fra i due sessi vi sono profonde differenze, ma anche analogie:
- la fisiologia della donna prevede che, per tutto il periodo fecondo, si abbia un'ovulazione ogni circa ventotto giorni (fatti salvi i periodi di gravidanza). Le cellule uovo non fecondate rimangono vitali per 2-3 giorni dopo di che vengono naturalmente riassorbite o espulse dall'organismo. La pulsione sessuale, inclusa la masturbazione, non sembra peraltro seguire i cicli ormonali e può persistere dopo la menopausa, nonostante la fisiologica riduzione della lubrificazione vaginale.
- nell'uomo, dal momento della pubertà e sino a età avanzata c'è una produzione continua di spermatozoi, che vengono conservati per un periodo limitato di tempo (perché la loro produzione è continua e perché non mantengono la loro vitalità in modo indefinito). Anche nell'anziano di sesso maschile la libido e la masturbazione possono essere conservate, nonostante una maggiore difficoltà, del tutto fisiologica, nell'ottenere o mantenere l'erezione. Se il maschio non si masturba o non ha rapporti sessuali, gli spermatozoi non eiaculati vengono riassorbiti dall'organismo, o eliminati con le urine oppure attraverso la polluzione spesso notturna e associata a sensazioni piacevoli o a sogni erotici.[18]

## Psicologia
Sul piano psicologico la pratica della masturbazione è collegata a cambiamenti profondi nella percezione del sé, con particolare riguardo, anche se non esclusivamente, alla psicologia dell'età evolutiva. Le modalità che spingono alla ricerca del piacere legato alla masturbazione, quasi sempre solitario, sono diverse, e occorre quindi affrontare il problema specifico sotto i vari aspetti.

### Adolescenti
Partendo dal caso degli adolescenti, cioè di ragazzi e ragazze che cominciano a vivere psicologicamente il peso di grandi cambiamenti emotivi, psicologici e sociali, l'approccio deve essere molto attento.
Il passaggio dalla scoperta e osservazione del proprio apparato sessuale alla masturbazione vera e propria può essere naturale e consequenziale per alcuni, oppure casuale per altri, che vengono in contatto con esperienze o informazioni che fanno maturare il desiderio di sperimentarle su sé stessi. La masturbazione comunque è genericamente considerata, nella fase della pubertà, un mezzo per prendere confidenza con i cambiamenti del proprio corpo e acquisire familiarità e coscienza di sé – oltre che, ovviamente, un modo per ricavare piacere.
Tale pratica, se limitata a quanto descritto, e se non arriva a comportamenti esagerati per frequenza e partecipazione emotiva, come nel caso della masturbazione compulsiva, rientra perfettamente nei limiti della fisiologia, e non ha nulla di patologico: fa parte delle manifestazioni primarie della sessualità adolescenziale.

### Adulti

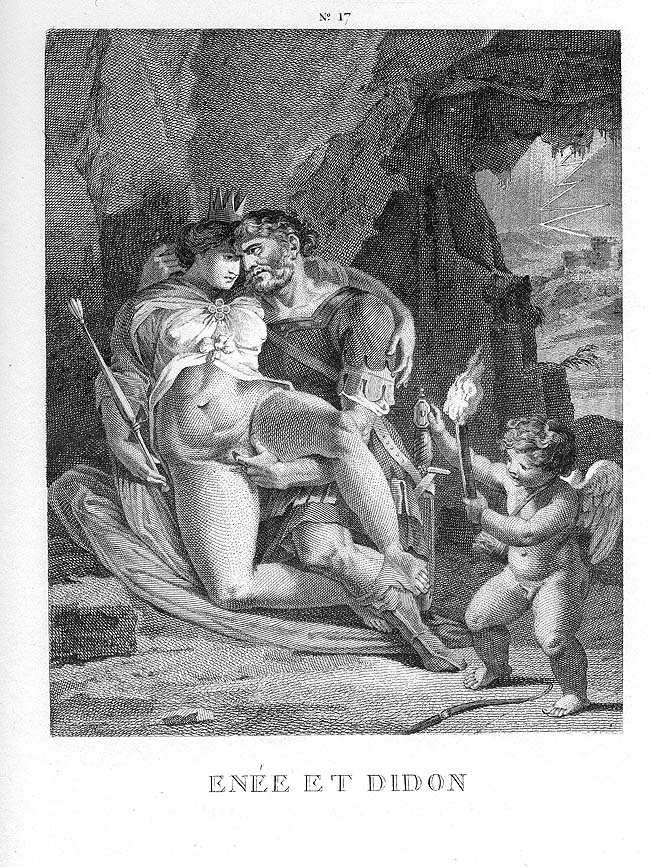
Enea masturba la regina Didone da un'illustrazione di Agostino Carracci

Dopo i primi anni dell'adolescenza, tuttavia, diminuisce la frequenza della masturbazione, e a questa viene generalmente preferito il rapporto con un'altra persona.
Quindi la pratica della masturbazione solitaria lascia il campo alle prime esperienze di scoperta dell'altro, che possono portare pure al petting e alla masturbazione reciproca. In questa situazione, la masturbazione assume un significato diverso dal caso precedente, perché il singolo mette in atto una fase di crescita condivisa, sia sul piano emotivo sia psicologico. Tale pratica masturbatoria condivisa poi può proseguire per tutta la vita della coppia – ed è una pratica perfettamente fisiologica – perché presuppone un approccio sincero e comune alla sessualità. La conoscenza di sé e dell'altro derivante dalla masturbazione reciproca o condivisa può costituire una seria base per ottenere una maggiore soddisfazione nei rapporti con il partner, e rendere quindi il rapporto più maturo e solido.
Tuttavia quasi sempre in una coppia i componenti, pur avendo una diminuzione notevole della frequenza con cui praticano l'autoerotismo, non smettono mai di praticarlo, poiché questo consente loro di vivere una sessualità libera dai condizionamenti dati dalla coppia e di continuare a conoscere il proprio corpo, e, a differenza di quanto a volte si pensi, non vi è nulla di patologico o di anomalo in ciò. Oltretutto l'autoerotismo spesso sostituisce il rapporto sessuale in caso di momentanea lontananza del partner.
A volte succede che i componenti di una coppia protagonista di un rapporto che dura da molti anni (e quindi si tratta talvolta di persone anziane), pur sentendo ancora forti legami, perde interesse sessuale reciproco; in questa situazione si verifica un nuovo aumento della frequenza della pratica masturbatoria, perché il rapporto sessuale dentro la coppia diventa meno soddisfacente e si cerca una soddisfazione solitaria senza far ricorso a elementi terzi, esterni alla coppia stessa. La masturbazione, in questa situazione, può essere l'alternativa alla ricerca di altri partner (amanti) o al ricorso alla prostituzione.

## Frequenza e comportamenti compulsivi

### Frequenza

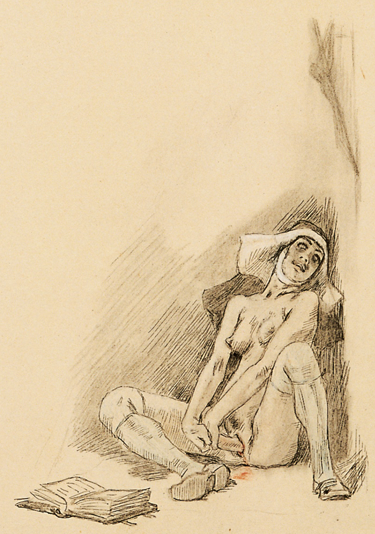
L'estasi di Santa Teresa illustrata come atto di masturbazione, Félicien Rops (1833-1898)

La masturbazione può avvenire sin dalla prima infanzia – quando il bambino e la bambina scoprono che l'area genitale, se stimolata, fornisce piacere – e viene cercata ancor di più a partire dalla pubertà, mentre può diventare meno frequente dopo i primi rapporti con un partner o con l'avanzare dell'età. È una pratica che accompagna molti individui per tutta la vita.
Poiché tale pratica investe la sfera privata, ogni valutazione sulla sua frequenza e diffusione appare necessariamente legata a sondaggi su base volontaria, che non sempre fotografano la realtà del fenomeno.
Uno di questi sondaggi, organizzato in rete della rivista NOW di Toronto, ha ricevuto migliaia di risposte. Da tale ricerca risulterebbe che una schiacciante maggioranza di maschi – l'81% del campione – avrebbe cominciato a masturbarsi consapevolmente fra i 10 e i 15 anni. Tra le femmine, la stessa fascia di età mostrerebbe una più modesta maggioranza del 55%. Non è insolito tuttavia cominciare molto prima, cosa che sarebbe più comune fra le ragazze: il 18% di esse infatti comincerebbe a masturbarsi prima dei 10 anni contro solo il 7% dei i maschi mentre per la fascia d'età che va dai 10 ai 12 anni la scoperta della masturbazione avverrebbe in percentuali analoghe per maschi e femmine (14%).
La frequenza della masturbazione diminuirebbe dopo i 17 anni di età: questo declino sarebbe più netto fra le ragazze e più graduale fra i ragazzi. Mentre le ragazze fra i 13 e i 17 anni si masturberebbero in media almeno una volta al giorno (quasi altrettanto spesso dei loro coetanei maschi), le donne adulte lo farebbero solo 8 o 9 volte al mese, contro le 18-22 degli uomini di pari età.
La capacità di masturbarsi declina con l'età: gli adolescenti dichiarano di potersi masturbare anche sei o più volte al giorno, mentre gli uomini di mezza età fanno fatica a eiaculare anche una volta al giorno soltanto.
Esisterebbe, nei maschi, una connessione fra la circoncisione e la frequenza della masturbazione, secondo un sondaggio condotto su 1 410 uomini nel 1992 negli Stati Uniti dagli studiosi E.O. Laumann, C.M. Masi ed E.W. Zuckerman: «Il 49% degli uomini circoncisi riferisce di masturbarsi almeno una volta al mese, contro il 34% riportato dai non circoncisi».

### Comportamenti compulsivi
Secondo Freud, un aspetto centrale della psiconevrosi è la comparsa durante l'adolescenza del senso di colpa legato alla masturbazione. Il senso di colpa è inconscio, nel senso che è causato da un fatto che l'adolescente non riesce a ricordare, e tenta di attribuire a una causa che non è quella reale (divieti religiosi, esperienze scolastiche negative). Il senso di colpa è dovuto al ricordo della masturbazione genitale, non durante la pubertà, ma in età infantile (prima dei 6 anni) e delle fantasie edipiche incestuose dimenticate.
Non vi è alcuna prova scientifica di una relazione causale tra la masturbazione e qualsiasi forma di disturbo mentale; il comportamento sessuale eccessivo o compulsivo è generalmente inteso come un sintomo piuttosto che una causa.
La masturbazione tra gli adolescenti contribuisce a sviluppare in loro un senso di padronanza dei propri impulsi sessuali e ha un ruolo primario nello sviluppo fisico ed emotivo durante la pubertà e la preadolescenza. Nonostante ciò, al pari di ogni altra esperienza umana, anche la masturbazione può consolidarsi in un comportamento dipendente.
Nei casi in cui si sospetta una frequenza eccessiva, o in presenza di fenomeni di masturbazione in pubblico, possono essere utilizzati i criteri diagnostici delle dipendenze suggeriti dal Manuale diagnostico e statistico dei disturbi mentali per diagnosticare o meno l'effettiva dipendenza dalla masturbazione – masturbazione ossessiva o compulsiva. Questi casi sono solitamente derivanti da traumi psichici.
Non vi è però alcun accordo tra gli esperti su che cosa effettivamente sia definibile come "dipendenza sessuale", né se questa esista davvero. La cosiddetta masturbazione compulsiva è considerato come uno dei sintomi della dipendenza sessuale solamente da parte dei sostenitori di tale concetto.

## Effetti

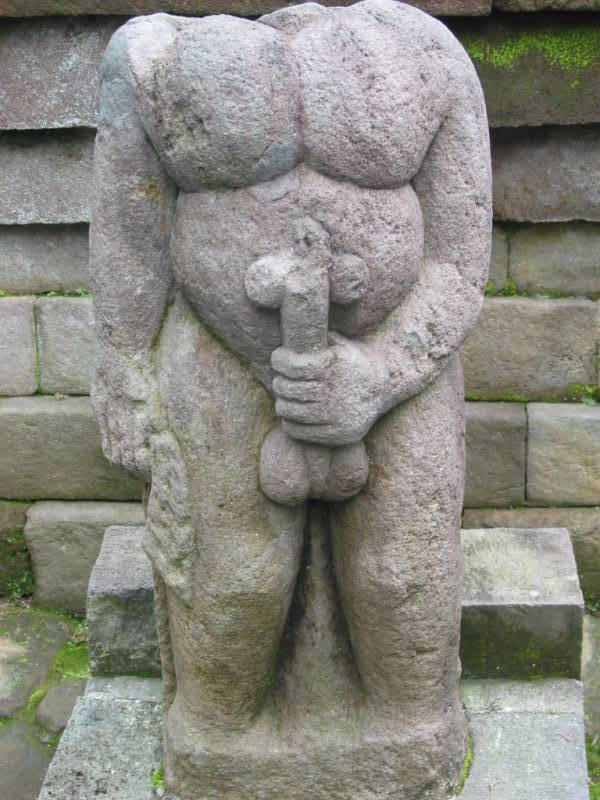
Scena di masturbazione in una scultura indonesiana a Candi Sukuh

In gran parte delle culture riguardo a questa pratica esistono molte voci e leggende, che possono essere dirette a incoraggiarla (si pensi ai riti di alcune popolazioni africane che pensano di rendere più fertile la terra spargendovi sopra il proprio seme) o a scoraggiarla. Per le indicazioni per quest'ultimo senso non c'è fondamento scientifico oggettivo: non è mai stata provata infatti alcuna influenza negativa della masturbazione sulla salute fisica, purché non si cada nel caso della masturbazione compulsiva.
Da uno studio condotto da un gruppo di ricerca australiano (guidato da Graham Giles, presso il Cancer Council Victoria di Melbourne), e pubblicato il 16 luglio 2003 sul British Journal of Urology, è invece emerso che eiaculare frequentemente, soprattutto in giovane età, porta a una riduzione del rischio di cancro alla prostata fino a un terzo. Lo studio ha suggerito inoltre che le eiaculazioni raggiunte tramite masturbazione sarebbero più efficaci per la prevenzione rispetto a quelle raggiunte in seguito alla penetrazione, perché in caso di frequente promiscuità l'effetto benefico potrebbe essere cancellato dalla trasmissione di malattie che aumentano il rischio di cancro. Altri studi, tuttavia, sembrano indicare risultati opposti per la fascia d'età compresa fra i 20 e i 40 anni.
Inoltre, recenti studi condotti presso l'University of Maryland Medical Center, hanno verificato che nelle donne una regolare attività di masturbazione aiuta a combattere la dismenorrea e la sindrome premestruale.

## Aspetti etico-religiosi
La masturbazione, correlata alle grandi questioni umane del sesso e della generazione della vita, ha interessato le grandi religioni monoteiste; nella Bibbia, tuttavia, non vi sono riferimenti espliciti (si parla invece di onanismo come tecnica anti-concezionale). Nell'ebraismo, nel cristianesimo e nell'islam, la masturbazione ha quasi sempre una connotazione negativa, più o meno marcata.

## Eventi e pratiche culturali

Logo originale del Masturbate-a-Thon

Con il termine "Masturbate-a-thon" si indica la "maratona della masturbazione"; un evento globale svolto in un ambiente solidale, dove la masturbazione può essere eseguita in pubblico tra giovani e vecchi senza alcun imbarazzo: i partecipanti possono qui parlare apertamente con gli spettatori mentre si masturbano per condividerne le tecniche e descrivere il piacere e i benefici ottenuti. I Masturbate-a-thons sono spesso eventi di beneficenza che sono destinati a incoraggiare le persone a esplorare il sesso sicuro, parlare di masturbazione e sollevare i tabù che ancora circondano il soggetto.

## Nell'arte e nella cultura di massa
La masturbazione è stata citata molto spesso nella cultura di massa, nelle arti figurative, nel cinema, nella fotografia, nei fumetti, nella letteratura, nella musica.

## Animali
La pratica della masturbazione è stata osservata anche in molti animali quali ad esempio: orsi bianchi e orsi bruni, cavalli, asini, buoi, cervi, elefanti, pappagalli, trichechi, delfini, le scimmie antropomorfe, i cani e i gatti.